# Szymon Sobczak
Szymon Sobczak (ur. 7 grudnia 1992 w Zakopanem) – polski piłkarz występujący na pozycji napastnika lub skrzydłowego w Arce Gdynia.

## Życiorys
W czasach juniorskich trenował w drużynie Wisły, skąd w 2008 przeniósł się do Górnika Zabrze. Jak sam wspomina, powodem była rywalizacja w pierwszym zespole Wisły i chęć gry w Młodej Ekstraklasie, którą oferował ówczesny trener Górnika Marcin Bochynek.
W Ekstraklasie zadebiutował 9 listopada 2010, zastępując w 86. minucie Piotra Gierczaka w wygranym 3:2 meczu z Cracovią.
Większość kariery spędził w pierwszej i drugiej lidze polskiej, rozgrywając na tych poziomach prawie 300 spotkań i strzelając ponad 80 bramek. 
W 2023 powrócił do Wisły Kraków, z której odszedł rok później.

## Sukcesy

### Wisła Kraków
- Puchar Polskiː 2023/2024